# Canottaggio ai Giochi della III Olimpiade - Quattro senza
La competizione del Quattro senza dei Giochi della III Olimpiade si è svolta al Creve Coeur Lake (Maryland Heights) il giorno 30 luglio 1904.

## Risultati
| Pos.    | Atleta                                                                       | Nazione     | Tempo           |
| ------- | ---------------------------------------------------------------------------- | ----------- | --------------- |
| Oro     | Century Boat Club Arthur Stockhoff Gus Erker George Dietz Al Nasse           | Stati Uniti | 9'05"8          |
| Argento | Mound City Rowing Club Fred Suerig Martin Formanack Charles Aman Mike Begley | Stati Uniti | a due lunghezze |
| Bronzo  | Western Rowing Club Gustav Voerg John Freitag Lou Heim Frank Dummerth        | Stati Uniti | n/d             |